# Blessens
Blessens est une localité et une ancienne commune suisse du canton de Fribourg, située dans la commune de Rue, dans le district de la Glâne.

## Géographie
La localité se situe à 1 km au sud-est de Rue et à 1,5 km au sud-ouest de la gare de Vauderens.

## Toponymie
La commune se nomme Bièchin ou Byèchin () en patois fribourgeois.

## Histoire
En plus du village de Blessens, l'ancienne commune comprend le hameau d'Arlens. Le village compte une riche tombe celtique ainsi que des vestiges romains. L'ancienne commune fit partie de la seigneurie de Rue, du bailliage de Rue dès 1536, puis du district du même nom de 1798 à 1848. Une famille de ce nom est attestée de 1294 à 1397. Jordanus de Blessens est chevalier en 1287. La localité fait partie de la paroisse de Promasens. Ce petit village a gardé son caractère agricole: élevage et cultures fourragères.
En 1993, Blessens fusionne avec sa voisine de Rue. Gillarens et Promasens les ont rejoints en 2001.

## Population et société

### Surnoms
Les habitants de la localité sont surnommés les Frais-Rasés (lè Frè Rajå en patois fribourgeois) et les Coitrons.

### Démographie
Blessens comptait 98 habitants en 1811, 137 en 1850, 143 en 1870, 136 en 1900, 133 en 1910, 163 en 1930, 154 en 1950, 119 en 1970, 89 en 1990.

## Patrimoine bâti
Blessens compte une chapelle dédiée à Saint-Joseph bâtie en 1683.